# Banyoles
Banyoles (em catalão e oficialmente) ou Bañolas (em castelhano) é um município da Espanha na comarca de Pla de l'Estany, província de Girona, comunidade autónoma da Catalunha. Tem 11,1 km² de área e em 2021 tinha 20 168 habitantes (densidade: 1 816,9 hab./km²).
Segundo um estudo realizado em 2011 (com dados de 2001) pela Universidade de Oviedo, Bañolas foi a cidade catalã onde melhor se vivia e a sétima da Espanha. Este estudo avaliou aspectos como consumo, serviços sociais, habitação, transporte, meio ambiente, mercado de trabalho, saúde, cultura e lazer, educação e segurança. O estudo levou em consideração as 643 localidades com mais de 23.000 habitantes e os dados de 2001 foram coletados por serem os mais recentes disponíveis. 

## Demografia
| Variação demográfica do município entre 1991 e 2004 | Variação demográfica do município entre 1991 e 2004 | Variação demográfica do município entre 1991 e 2004 | Variação demográfica do município entre 1991 e 2004 |
| --------------------------------------------------- | --------------------------------------------------- | --------------------------------------------------- | --------------------------------------------------- |
| 1991                                                | 1996                                                | 2001                                                | 2004                                                |
| 11938                                               | 14395                                               | 14232                                               | 16423                                               |

## Património
- Povoação neolítica de La Draga - datada da época neolítica (5200 a. C.)